# همان طور که در آسمان، در زمین هم (هرمسی‌گرایی)
همان طور که در آسمان، در زمین هم (انگلیسی: As above, so below) شعار معروفی است که در هندسهٔ مقدّس، هرمسی‌گرایی، اندیشه‌های گنوسی و تاروت به آن ارجاع داده می‌شود.
این جمله از متنی به نام لوح زمرّدین (که به هرمس تریسمجیستوس یا بلیناسِ فرضی نسبت داده می‌شود) برداشت شده است. در هرمسی‌گرایی این جمله می‌تواند اشاره به این باشد که امور این جهانی، نمایانگرِ اتفاقاتِ آسمانی است، اما از طریقی به جز روابط علت و معلول، مثلاً از طریق هم‌زمانی در معنای یونگی آن یا از طریق نظام تناظرات.
در معنای غیر دینی این جمله می‌تواند ارجاعی به این ایده باشد که عالم صغیر نمایان‌گر عالم کبیر است - مثلاً مشکلات شخصی یا خانوادگی نتیجهٔ مشکلات بزرگ‌ترِ اجتماعی است.

ترجمهٔ موسوم به The Message از کتاب مقدس که عهد جدید را با کمک اصطلاحات رایج امروز از زبان‌های اصلی برمی‌گرداند، از این عبارت در ترجمهٔ بخش 6 آیهٔ 10 انجیل متّا استفاده کرده است:
ای پدرمان که در آسمانی
آشکار کن که تو کیستی.
جهان را راست گردان؛

آن چه خیر است را به انجام رسان - همان طور که در آسمان، در زمین هم.
در کتاب عروج اشعیا نیز چنین جمله‌ای به چشم می‌خورد:
آن جا سامائل و میهمانان‌اش را چنین دیدم، و ستیزی بزرگ در آن جا جریان داشت. ... همان طور که در آسمان، در زمین هم.
در انجیل گنوسی فیلیپ نیز این مفهوم یافت می‌شود:
[خداوند گفت]: اراده کردم که آن چه در زمین هست را مانند آن چه در آسمان است، و آن چه که بیرون است را همچو آن چه که درون است سازم.